# Амфіума
Амфіу́ма (лат. Amphiuma) — рід хвостатих земноводяних род. амфіумових, представлений 1 видом з 2 підвидами. Поширена у південно-східній частині США.
Амфіума — вугревидна тварина до 1 м довжина; кінцівки зачаткові, по боках голови по одній зябровій щілині, очі сховані під шкірою (повік нема).
Життя А. тісно пов'язане з прісними водоймами. Яйця самиця відкладає на суші й скручується навколо кладки, зволожуючи її слизом власного тіла.
Живиться А. червами, дрібною рибою, дрібними земноводяними, комахами тощо.